# القوى العاملة في الإمارات العربية المتحدة
تتكون القوة العاملة في دولة الإمارات العربية المتحدة بشكل أساسي من العمال المؤقتين الأجانب، ويأتي معظمهم من شبه القارة الهندية وأجزاء أخرى من العالم العربي وآسيا. هناك عدد كبير من الغربيين، غالبيتهم من البريطانيين والأمريكيين.

## تكافؤ الفرص
هناك عدد قليل جدًا من القوانين المناهضة للتمييز فيما يتعلق بقضايا العمل، حيث يُمنح الإماراتيون معاملة تفضيلية عندما يتعلق الأمر بالتوظيف، على الرغم من أنهم لا يظهرون عمومًا اهتمامًا بالعمل. يحصل الإماراتيون والمواطنون من الدول المتقدمة أيضًا على رواتب أعلى مقارنة بالعمال من أجزاء أخرى من العالم. المغتربون الذين عاشوا في البلدان لفترات طويلة من الزمن لا يحصلون بشكل عام على الجنسية الإماراتية الكاملة ويتم معاملتهم مثل أولئك الذين وصلوا للتو.

## انتهاكات حقوق الإنسان

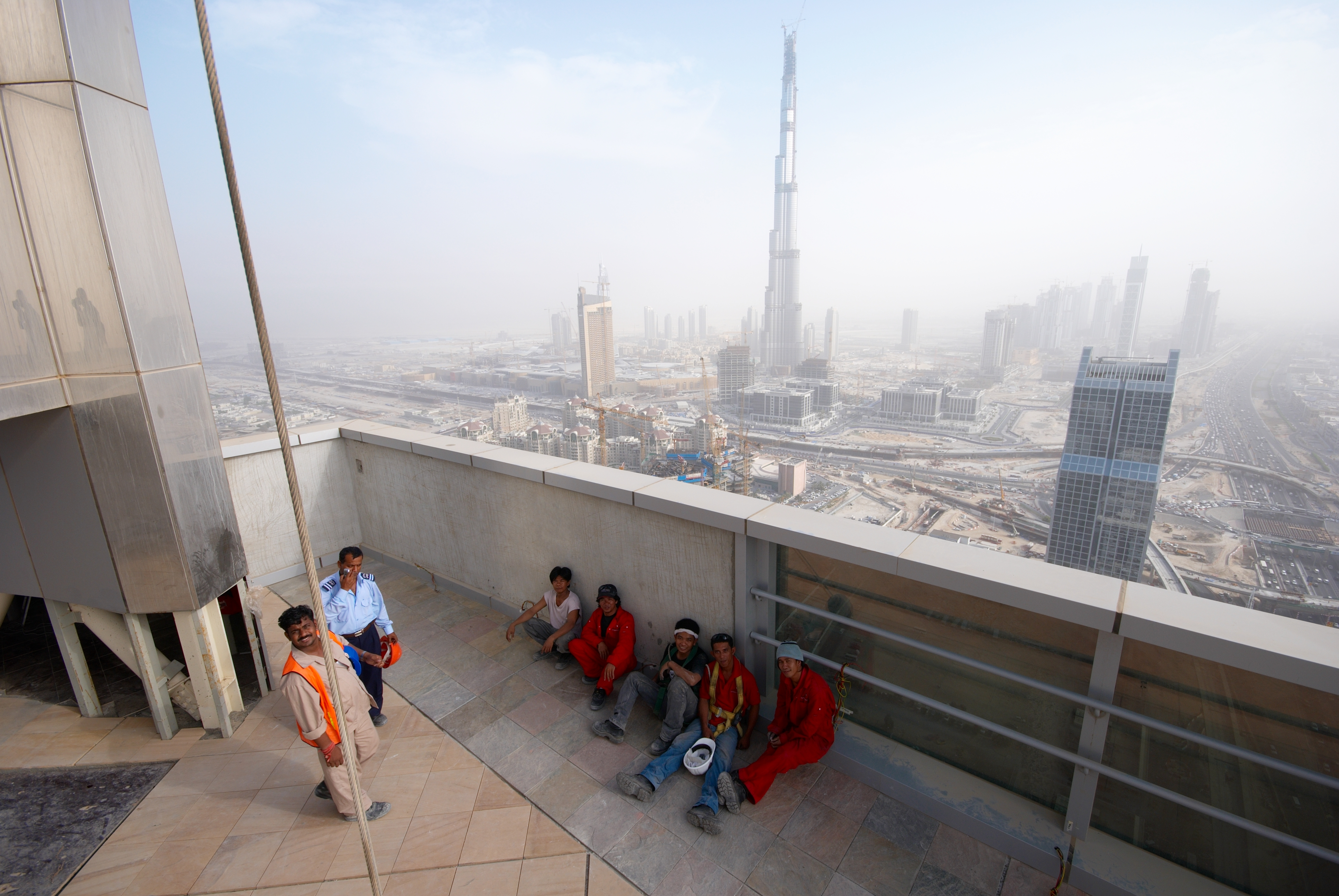
عمال بناء من آسيا في الطابق العلوي من برج أنجسانا

ذكرت الإذاعة الوطنية العامة أن العمال "يعيشون عادةً ثمانية أشخاص في غرفة واحدة، ويرسلون جزءًا من رواتبهم إلى عائلاتهم، التي لا يرونها عادةً لسنوات في المرة الواحدة". أفادت بي بي سي أن "الصحف المحلية غالبًا ما تنشر قصصًا عن عمال البناء الذين يُزعم أنهم لا يحصلون على رواتبهم لعدة أشهر متتالية. ولا يُسمح لهم بتغيير وظائفهم وإذا غادروا البلاد للعودة إلى ديارهم فمن المؤكد أنهم سيخسرون المال". يقولون إنهم مستحقون." بالإضافة إلى ذلك، يضطر معظم العمال إلى التخلي عن جواز السفر الخاص بهم عند دخول دبي، مما يجعل العودة إلى ديارهم صعبة للغاية. وفي سبتمبر/أيلول 2005، أمر وزير العمل إحدى الشركات بدفع الرواتب غير المدفوعة خلال 24 ساعة بعد احتجاج العمال، ونشر اسم الشركة المخالفة.
في ديسمبر 2005، قدمت القنصلية الهندية في دبي تقريرًا إلى حكومة الهند يتضمن تفاصيل مشاكل العمل التي يواجهها المغتربين الهنود في الإمارة. وسلط التقرير الضوء على التأخير في دفع الأجور، واستبدال عقد العمل، والإنهاء المبكر للخدمات وساعات العمل المفرطة باعتبارها من بين التحديات التي يواجهها العمال الهنود في المدينة. في 21 مارس 2006، قام العمال في موقع بناء برج خليفة، بسبب استيائهم من مواعيد الحافلات وظروف العمل، بأعمال شغب: إتلاف السيارات والمكاتب وأجهزة الكمبيوتر وأدوات البناء.
لقد جذبت الظلم العمالي المزعوم في دبي انتباه مختلف مجموعات حقوق الإنسان، التي حاولت إقناع الحكومة بأن تصبح موقعة على اثنتين من اتفاقيات منظمة العمل الدولية السبعة الأساسية، والتي تسمح بتشكيل اتحادات العمال. وقد نفت حكومة دبي وقوع أي نوع من الظلم في مجال العمل وذكرت أن اتهامات هيئة الرقابة (هيومن رايتس ووتش) كانت مضللة. قرب نهاية مارس/آذار 2006، أعلنت الحكومة خطوات للسماح لنقابات البناء. وقال وزير العمل الإماراتي علي الكعبي: "سيُسمح للعمال بتشكيل النقابات".
سلط الضوء على النظام القانوني التمييزي في المدينة والمعاملة غير المتساوية للأجانب من خلال محاولاتها المزعومة للتستر على معلومات حول اغتصاب ألكسندر روبرت، وهو مواطن فرنسي سويسري يبلغ من العمر 15 عامًا، على يد ثلاثة من السكان المحليين، أحدهم مصاب بفيروس نقص المناعة البشرية. إخفيت الحالة الإيجابية من قبل السلطات لعدة أشهر. في قضية اغتصاب، شاب فرنسي يهاجم دبي. والسجن الجماعي الأخير للعمال المهاجرين، ومعظمهم من الهند، بسبب احتجاجاتهم على ضعف الأجور وظروف المعيشة.
الدعارة، على الرغم من أنها غير قانونية بموجب القانون، إلا أنها موجودة بشكل واضح في الإمارة بسبب الاقتصاد الذي يعتمد إلى حد كبير على السياحة والتجارة. وجدت الأبحاث التي أجراها المركز الأمريكي لدراسات السياسة الدولية (AMCIPS) أن النساء من الاتحاد السوفييتي السابق ونساء إثيوبيا هن البغايا الأكثر شيوعًا، وكذلك النساء من بعض البلدان الأفريقية، في حين أن البغايا الهنديات جزء من مجموعة من البغايا. شبكة دعارة عبر المحيطات جيدة التنظيم. أفاد فيلم وثائقي بي بي إس عام 2007 بعنوان "دبي: أسرار الليل" أن السلطات تتسامح مع الدعارة في النوادي وأن العديد من النساء الأجنبيات يعملن هناك دون إكراه، أو جذبهن المال